# Physalaemus marmoratus
Physalaemus marmoratus é uma espécie de anfíbio da família Leptodactylidae. Pode ser encontrada na Bolívia, Paraguai e Brasil, nos estados da Bahia, Espírito Santo, Rio de Janeiro, Goiás, Mato Grosso, Mato Grosso do Sul, Minas Gerais, Distrito Federal e São Paulo, principalmente em áreas de cerrado.
Nomes populares são Rã chorona, Rã formula-um, Caçote-marmorado.

## Morfologia
Adultos possuem o corpo robusto, com dorso cinza a marrom claro com marmoreado escuro e manchas escuras. Sua distribuição e tamanho são variados, chegando a 45mm, machos com saco vocal negro.
Os girinos apresentam corpo ovóide em vista dorsal e globular deprimido em vista lateral, com coloração prateada. O focinho é arredondado em vista dorsal e lateral, com olhos e narinas em posição dorsal. O disco oral é ventral, com papilas marginais laterais, longas, cônicas, unisseriadas, interrompidas por duas lacunas ventrais e uma lacuna dorsal. Sua fórmula dentária é 2(2)/2(1) e seu hábito diurno.

## Habitat
Espécie terrestre, encontrada em ambientes brejosos associados às formações florestais, savânicas e áreas antropizadas, como também corpos d’água temporários. Terrícola e noturna, durante o dia encontram-se abrigados em frestas, embaixo de troncos e pedras, comum serem encontrados na margem de poças temporárias e lagoas em áreas abertas.

## Comunicação
A vocalização de anfíbios anuros é fundamental para comunicação entre indivíduos coespecíficos. O canto de anúncio é usado como seleção sexual por fêmeas e é intraespecífico, ou seja, é reconhecido o canto do macho da mesma espécie. O canto de anúncio de Physalaemus marmoratus é composto por uma única nota e se assemelha ao som de um carro de corrida, por isso o nome popular “rã-fórmula-um”. Entretanto, o nome também é usado para outro anuro do mesmo gênero, Physalaemus albonotatus, cujo canto é muito semelhante. A melhor maneira de diferenciar as espécies é pelo padrão de manchas no dorso.
1. Vocalização -> Physalaemus marmoratus (Rio Claro Farm, Maffei and Ubaid 2014) no youtube

## Reprodução
Realizam reprodução explosiva, estendendo-se por poucos dias, caracteriza-se pela reunião de diversos indivíduos de uma certa população de anfíbios no mesmo lugar ao mesmo tempo, chegando até a milhares de machos e fêmeas para a reprodução. Ainda assim, os machos podem vocalizar em corpos d´água temporários após chuvas fortes durante as estações seca e chuvosa. A desova é depositada na água, em ninho de espuma flutuante, composta de ovos despigmentados.